# بطولة باوليستا 1914
في موسم 1914 من بطولة باوليستا، أقيمت بطولتان، كل منهما بواسطة دوري مختلف.